# Mappia
Mappia es un género  de plantas  perteneciente a la familia Icacinaceae. Es originario de Centroamérica y Asia subtropical. El género fue descrito por Jacq. y publicado en Plantarum Rariorum Horti Caesarei Schoenbrunnensis  1: 22 en el año 1797. Su especie tipo es Mappia racemosa Jacq..
Es un género con 12 especies distribuidas en América en México, Centroamérica y en las Antillas Mayores; y en Asia en China, India y Asia subtropical. 

## Descripción
Son arbustos o árboles de ramas glabrescentes y angulares. Las hojas alternas, raramente opuestas ; con peciolo acanalado; el limbo es entero, con venas pinnadas. Las inflorescencias en cimas o corimbos terminales , rara vez axilares. Las flores generalmente fétidas, bisexuales o polígamas, sin brácteas, usualmente 5-partidas. Cáliz persistente, cupular o acampanado. El fruto es una drupa elipsoide, ovoide u oblonga obovoides con el mesocarpio carnoso, el endocarpo delgado, rugoso o liso. Semillas con endosperma copioso.

## Distribución
El género se distribuye en los siguientes países: Belice, Camboya, China, Costa Rica, Cuba, Filipinas, Guatemala, Haití, India, Indonesia, Jamaica, Laos, México, Myanmar, Nicaragua, Panamá, Puerto Rico, República Dominicana, Sri Lanka, Taiwán, Tailandia y Vietnam.

## Especies seleccionadas
- Mappia amamiana (Nagam. & Mak.Kato) Byng & Stull
- Mappia collina (C.Y.Wu) Byng & Stull
- Mappia laotica Gagnep.
- Mappia longipes Lundell
- Mappia mexicana B.L.Rob. & Greenm.
- Mappia montana (Blume) Miers
- Mappia multiflora Lundell
- Mappia nimmoniana (J.Graham) Byng & Stull
- Mappia obscura (C.Y.Wu) Byng & Stull
- Mappia obtusifolia Merr.
- Mappia pittosporoides Oliv.